# Alexandria, Minnesota
Alexandria, Minnesota là một thành phố nằm ở quận thuộc tiểu bang Minnesota, Hoa Kỳ. Thành phố có diện tích km², dân số theo ước tính năm 2008 của Cục điều tra dân số Hoa Kỳ là 12.415 người.